# Zapomoga
Zapomoga − doraźna, bezzwrotna pomoc finansowa udzielana osobom fizycznym zwykle w związku ze zdarzeniem losowym. 
Zapomogi mogą być udzielane przez zakłady pracy (z zakładowego funduszu świadczeń socjalnych), organizacje charytatywne czy też organizacje samopomocowe (ze składek członków).